# Dragon's Lair (serie animata)
Dragon's Lair è una serie televisiva animata della Ruby-Spears Productions basato sull'omonimo gioco del 1983. La serie è composta da una sola stagione di 13 episodi in totale, ognuno della durata di 24 minuti, ed è stata trasmessa dal 1984 al 1985, sulla rete TV ABC. Tra i tardi anni '80 e i primi anni '90 la serie è stata ritrasmessa dalla USA Cartoon Extress su Toonami e Boomerang. In Italia la serie andò in onda nel 1989 su Tele Montecarlo col titolo Una spada per un cavaliere per poi essere trasmessa col titolo originale qualche anno più tardi, nel 1997, su Videomusic e Cartoon Network.

## Sinossi
La serie narra delle avventure di Sir John (nome italiano di Dirk, protagonista della serie), il migliore cavaliere del regno di Re Ethelred. John è innamorato della Principessa Daphne, e protegge il regno dalle forze del male guidate da Singe, un potente drago.
Il primo tempo di ogni puntata, appena prima di ogni pausa pubblicitaria, si chiude con un cliffhanger dove, in spirito del gioco, il narratore descrive le opzioni di Sir John. Dopo la pausa pubblicitaria, il secondo tempo della puntata si apre prima con gli esiti delle varie scelte e poi con Sir John che compie la scelta corretta (con l'eccezione occasionale) per avanzare nella storia.
La serie introduce personaggi inediti come lo stallone Bertram, lo scudiero Timothy e l'arrogante cavaliere Sir Hubert, il più grande rivale di Dirk. Appaiono anche vari nemici presi dal gioco originale: il Re Lucertola, il Cavaliere Fantasma, i Giddy Goons e gli Uomini Fango. Inoltre, nell'episodio The Legend of the Giant's Name, un gigante Ardu, risvegliato da Singe, costringe Sir John a entrare in una caverna, dove gradualmente si trasforma in uno scheletro, in pratica come dopo le morti di Dirk nel gioco originale.

## Personaggi e doppiatori
Viene qui riportato l'elenco dei personaggi e dei relativi doppiatori; nella versione italiana Sir Dirk prende il nome di Sir John.
| Personaggio     | Voce originale   | Voce italiana    |
| --------------- | ---------------- | ---------------- |
| Sir John / Dirk | Bob Sarlatte     | Luca Ward        |
| Daphne          | Ellen Genstell   | Claudia Razzi    |
| Timothy         | Michael Mish     | Massimo Corizza  |
| Bertram         | Peter Cullen     | Paolo Buglioni   |
| Ethelred        | Red Travalena    |                  |
| Singe           | Arthur Burghardt |                  |
| Cantastorie     | Clive Revill     | Michele Kalamera |
| Voce narrante   |                  | Gino Pagnani     |

## Episodi
| N  | Titolo originale                     | Data uscita USA   |
| -- | ------------------------------------ | ----------------- |
| 1  | The Tale of the Enchanted Gift       | 8 settembre 1984  |
| 2  | Sir Timothy's Quest                  | 15 settembre 1984 |
| 3  | The Tournament of the Phantom Knight | 22 settembre 1984 |
| 4  | The Smithee's Haunted Armor          | 29 settembre 1984 |
| 5  | The Pool of Youth                    | 6 ottobre 1984    |
| 6  | The Story of Old Alf                 | 13 ottobre 1984   |
| 7  | The Song of the Chimes               | 20 ottobre 1984   |
| 8  | The Girl from Crow's Wood            | 27 ottobre 1984   |
| 9  | Mirror, Mirror                       | 3 novembre 1984   |
| 10 | The Snow Witch                       | 10 novembre 1984  |
| 11 | The Tale of Dirk's New Sword         | 17 novembre 1984  |
| 12 | The Legend of the Giant's Name       | 24 novembre 1984  |
| 13 | The Mist of Wishes                   | 1 dicembre 1984   |

## Edizione Home DVD
Il 20 settembre 2011 la Warner Bros. ha pubblicato Dragon's Lair: The Complete Series su DVD tramite Warner Archive Collection.  Questa Manufacture-on-Demand (MOD) è resa esclusivamente disponibile tramite il negozio online della Warner's, e solo negli Stati Uniti.